# 존 콜린스 (칵테일)

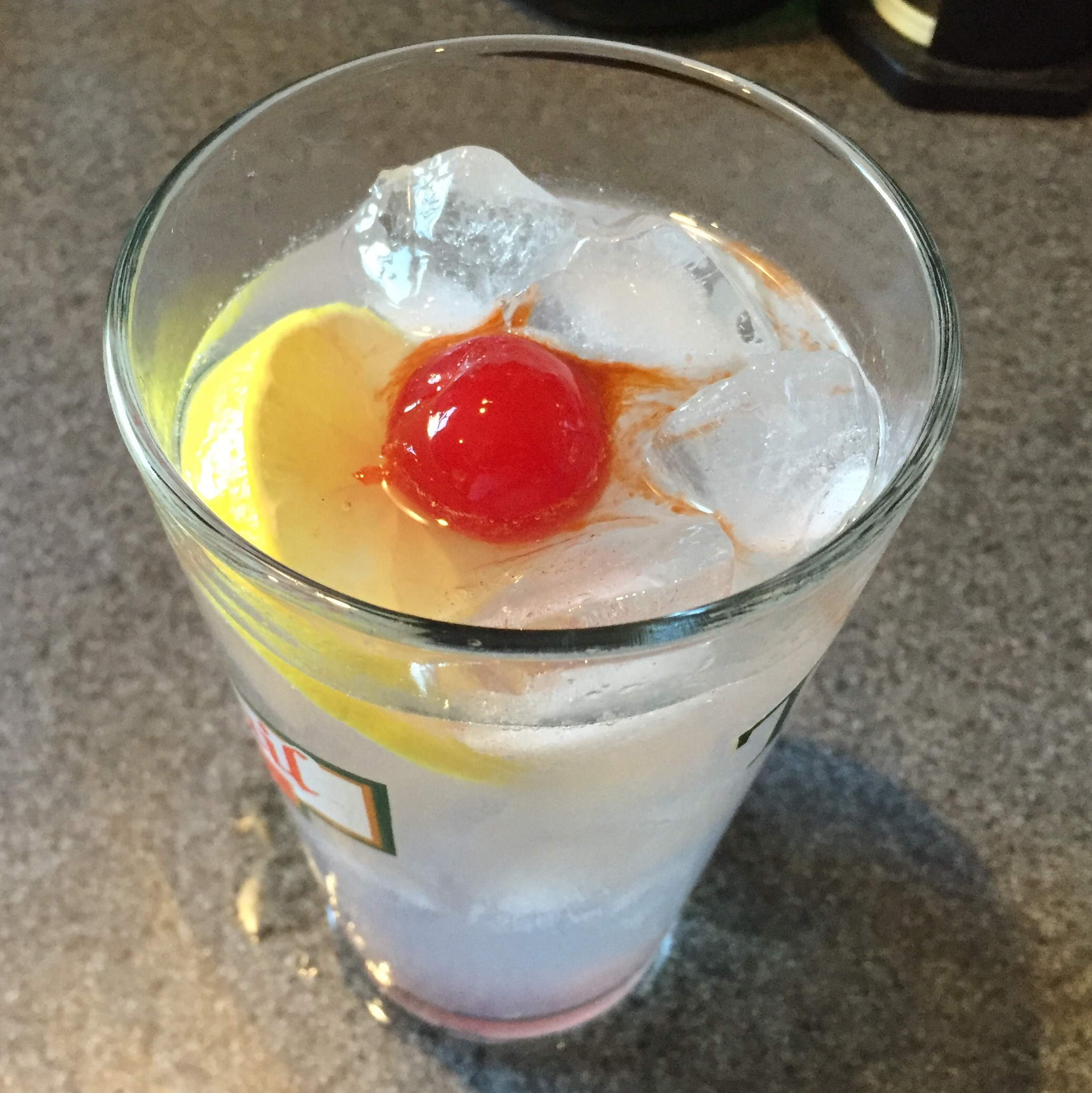

존 콜린스(John Collins)는 런던 드라이 진, 레몬 주스, 설탕, 탄산수를 혼합한 롱 드링크로, 1869년에 인증되었지만 더 오래되었을 수 있다. 이 이름은 1790~1817년경 런던의 인기 호텔이자 커피 하우스였던 메이페어의 콘딧 스트리트(Conduit Street)에 있는 리머스 올드 하우스(Limmer's Old House)에서 일했던 그 이름의 수석 웨이터에게서 유래된 것으로 추정된다. 이는 본질적으로 톰 콜린스의 변형으로, 동일한 음료의 후자인 것으로 보인다.

## 같이 보기
- 펀치 (음료)
- 싱가포르 슬링